# Callisto Guatelli

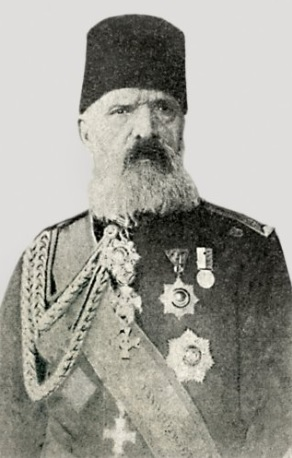
Callisto Guatelli

Callisto Guatelli (türk. Guatelli Paşa, * 27. September 1819 in Parma; † 26. März 1899 in Konstantinopel) war ein italienischer Dirigent, Musikpädagoge und Komponist am osmanischen Hof.

## Leben
1830 begann Guatellis musikalische Laufbahn an der Herzoglichen Singschule in Parma. In den 1840er Jahren kam er nach Istanbul und wurde sofort am Hof engagiert. Am 18. Dezember 1846 gab er dort vor Abdülmecit I. ein privates Klavierkonzert.
Guatelli diente insgesamt vier Sultanen und arbeitete sich zum obersten Musikmeister des Hofes hoch. Er komponierte zahlreiche Märsche und Polkas. Mit dem Ableben seines Vorgängers Donizetti Pascha im Jahr 1856 erlangte er den Titel Pascha und wurde oberster Musikbeauftragter des Heeres. Unstimmigkeiten führten dazu, dass er zurück an den Hof beordert wurde. 1868 wurde er Kommandant des Musik-Corps des Heeres (Musika-i Hümayun).
Zu seinen Schülern gehörten untern anderem Mehmet Ali Bey, Zati Bey, Saffet Bey und Murat V. Guatelli war bekannt dafür, dass er die Elemente der westlichen Musik derart in die osmanische Musik einwob, dass sich die osmanische Zuhörerschaft nach und nach daran gewöhnte.
Für die Töchter von Abdülmecit I. schrieb er ein zweibändiges Werk mit 24 Liedern für Klavier. Ein Exemplar davon befindet sich in der Bibliothek der Istanbuler Universität.

## Werke
- Osmanli Kasidesi “Sultan Abdulmecit”, 1850

- Refia sultan (Rafie sultana), 1850
- Korno için Konçortino, 1860
- Aziziye Marşı (Aziziye march), 1861
- Osmaniye Marşı (Osmanie marche), 1861
- Osmanlı Sergi Marşı (Marche de l'exposition Ottomane), 1863